# Raggophyllum spinosum
Raggophyllum spinosum är en insektsart som beskrevs av Nickle 1967. Raggophyllum spinosum ingår i släktet Raggophyllum och familjen vårtbitare. Inga underarter finns listade i Catalogue of Life.